# Chigné
Chigné ist eine Ortschaft und eine Commune déléguée in der französischen Gemeinde Noyant-Villages mit 294 Einwohnern (Stand 1. Januar 2022) im Département Maine-et-Loire in der Region Pays de la Loire. Die Einwohner werden Chignois genannt.
Chigné wurde am 15. Dezember 2016 mit 13 weiteren Gemeinden, namentlich Auverse, Breil, Broc, Chalonnes-sous-le-Lude, Chavaignes, Dénezé-sous-le-Lude, Genneteil, Lasse, Linières-Bouton, Meigné-le-Vicomte, Méon, Noyant und Parçay-les-Pins zur neuen Gemeinde Noyant-Villages zusammengeschlossen.

## Geografie
Chigné liegt etwa 47 Kilometer ostnordöstlich von Angers in der Landschaft Baugeois. Der Ort liegt am Flüsschen Ris Oui, das Gebiet wird auch vom Fluss Marconne tangiert.

## Bevölkerungsentwicklung
| Jahr                       | 1962 | 1968 | 1975 | 1982 | 1990 | 1999 | 2006 | 2013 |
| Einwohner                  | 489  | 448  | 363  | 296  | 302  | 271  | 297  | 308  |
| Quellen: Cassini und INSEE |      |      |      |      |      |      |      |      |

## Sehenswürdigkeiten

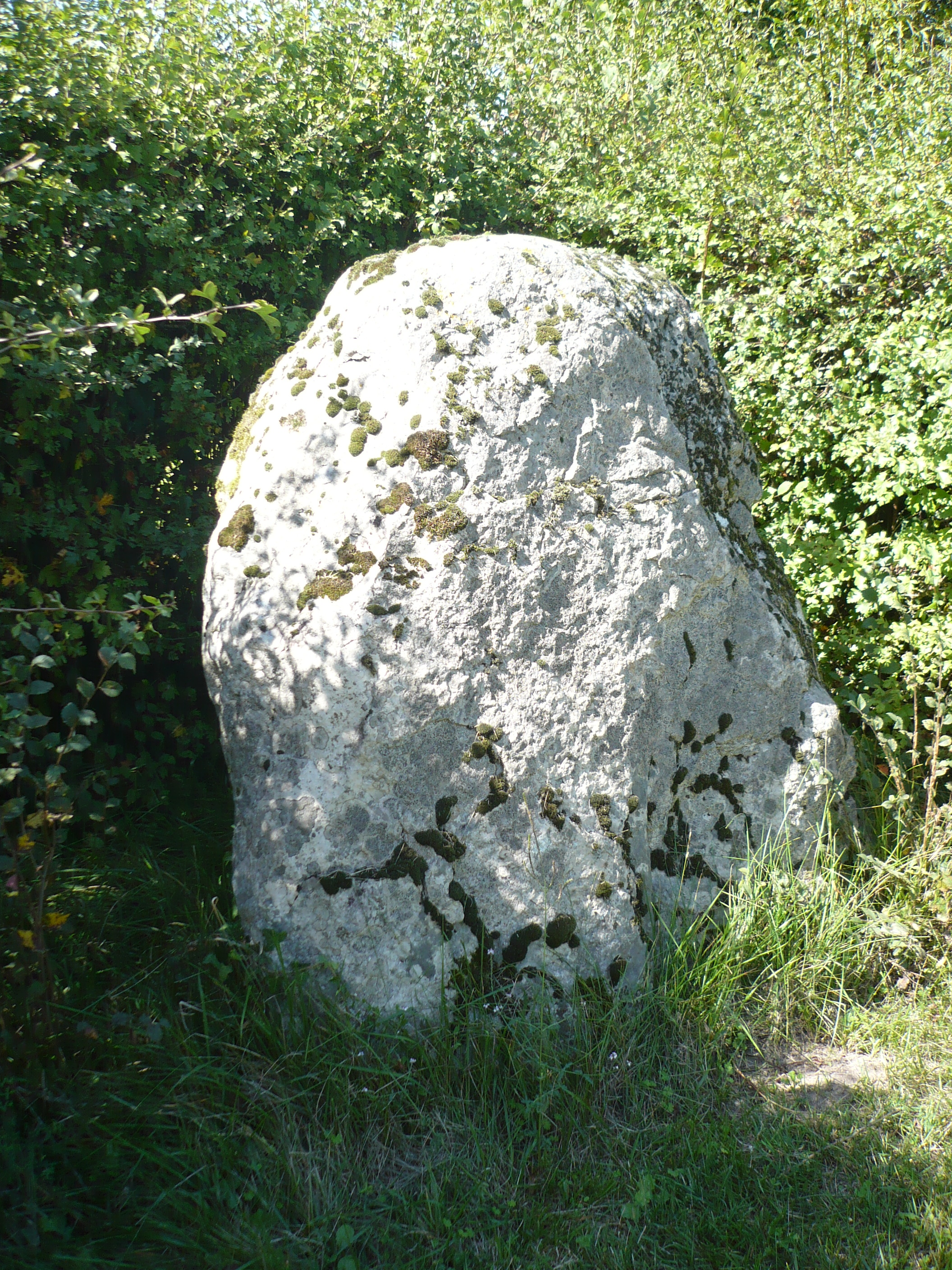
Menhir von Chigné

- Dolmen und Menhir von L’Aurière, seit 1983 Monument historique
- Kirche Saint-Pierre-Saint-Paul aus dem 11./12. Jahrhundert
- Reste einer Turmhügelburg (Motte) aus dem 11./12. Jahrhundert
- Herrenhaus von Le Bien aus dem 15. Jahrhundert

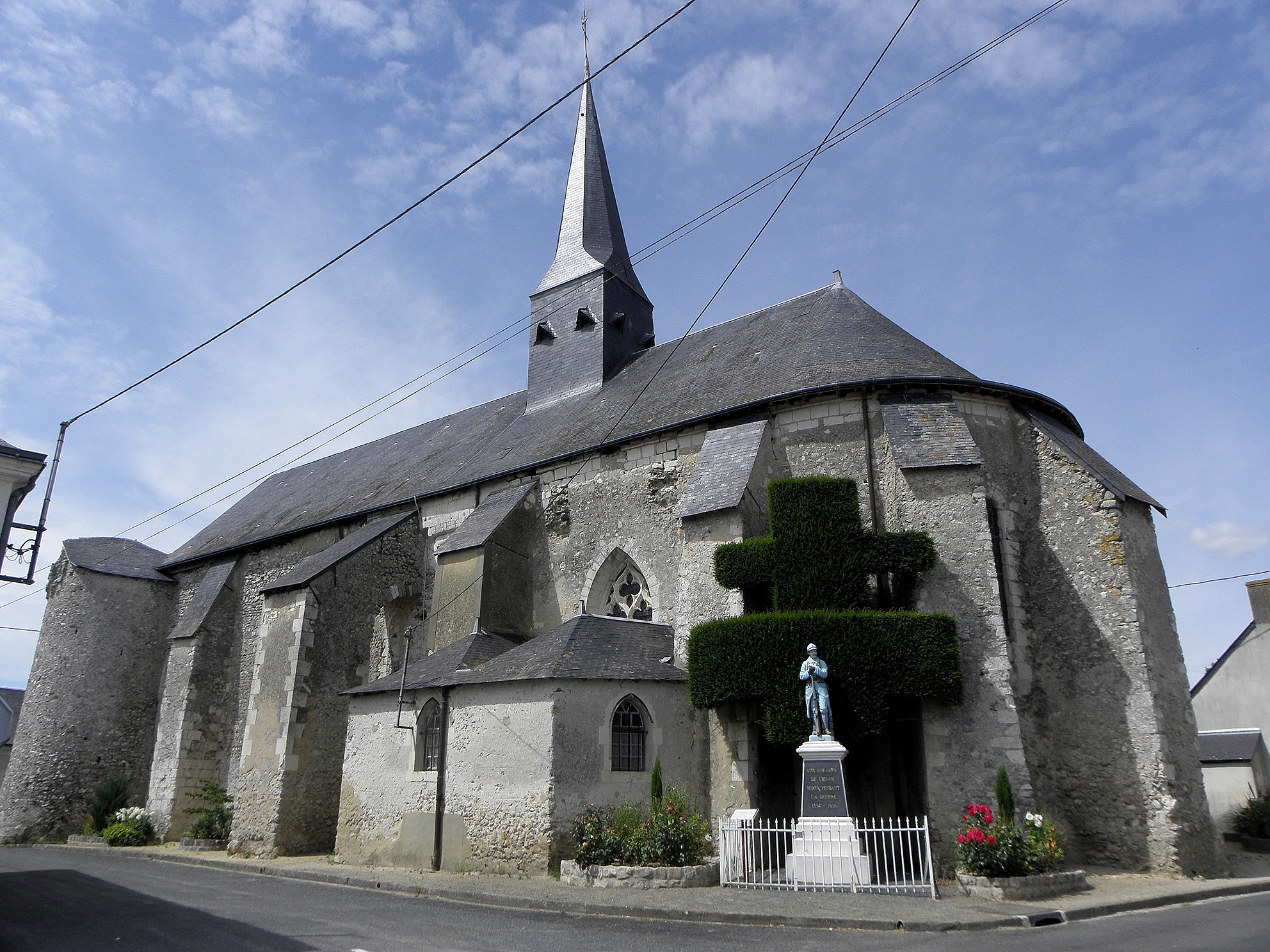
Kirche Saint-Pierre-Saint-Paul